# ناتالي وارد
ناتالي وارد (بالإنجليزية: Natalie Ward)‏ هي لاعبة كرة لينة أسترالية، ولدت في 24 ديسمبر 1975 في نيوكاسل في أستراليا.

## وصلات خارجية
- ناتالي وارد على موقع اللجنة الأولمبية الدولية (الإنجليزية)
- ناتالي وارد على موقع أوليمبيديا (الإنجليزية)
- ناتالي وارد على موقع اللجنة الأولمبية الأسترالية (الإنجليزية)